# Филип III фон Вирнебург
Филип III фон Вирнебург (на немски: Philipp III von Virneburg; † между 3 юни, 5 юни и 31 декември 1534) е от 1525 г. граф на Вирнебург, господар на Нойенар (1517 – 1534), господар на Зафенберг и Гелсдорф.

## Произход и наследство
Той е син на граф Филип II фон Вирнебург († 1522/1525), граф на Вирнебург, Нойенар-Зомбреф, и втората му съпруга съпругата му Валпурга фон Золмс-Лих (ок. 1461 – 1499), дъщеря на граф Куно фон Золмс-Лих († 1477) и Валпургис фон Даун-Кирбург († 1493). Внук е на граф Рупрехт VI фон Вирнебург († 1459) и Маргарета дьо Зомбреф († сл. 1458). Правнук е на граф Филип фон Вирнебург († 1443) и графиня Катарина фон Зафенберг (* ок 1410), наследничка на части от Нойенар, Зафенберг и Гелсдорф. Брат е на Куно/Конрад († 28 декември 1545/14 февруари 1546), Вилхелм († 1525, каноник в Трир) и на Йохан († 1525/1526, каноник в Бон, убит в битка).
Наследен е от брат му Куно/Конрад, от 1534 г. граф на Нойенар.

## Фамилия
Първи брак: на 23 юли 1512/12 декември 1513 г. с Мария-Анна фон Егмонт (* ок. 1488; † 4 (14) септември 1517), вдовивца на граф Вилем III фон Берг-с'Хееренберг (+ 1511), дъщеря на Вилхелм фон Егмонт († 1494) и Маргарета фон Кулембург († 1505). Те нямат деца:
Втори брак: между 4 и 14 февруари 1526 г. или на 14 февруари 1528 г. с Отилия (Одилия) фон Марк (* ок. 1504; † 3 януари 1558), дъщеря на Йохан I фон Марк-Аренберг-Лумен († 1519) и Маргарета фон Рункел († 1547/1549). Те нямат деца.